# IC 1236
IC 1236 — галактика типу SBc () у сузір'ї Геркулес.
Цей об'єкт міститься в оригінальній редакції індексного каталогу.